# Château de Podenzana
Le château de Podenzana (en italien : Castello di Podenzana), est un imposant château médiéval  situé dans la commune de Podenzana, dans la province de Massa-Carrara en Toscane,.
Comme de nombreux châteaux de la région historique de la Lunigiana, il a été construit pour défendre la plaine du fleuve Magra et la Via Francigena. Il a appartenu à l'une des branches de la Malaspina dello Spino Secco.

## Historique
L'existence du château de Podenzana se trouve dans le document de fondation de l'abbaye de San Caprasio à Aulla en 884. 
Le village et le château de Podenzana ont longtemps été disputé entre l'évêque de Luni et la famille Malaspina. Ils ne furent transférés à la domination Malaspina qu'au XIIIe siècle. L'ensemble du village fut également occupé régulièrement par les Génois, entre 1416 et 1449. Ce n'est qu'en 1536 que Podenzana devint un fief indépendant.
Au cours du XVIIIe siècle, le château a subi d'importants dommages, dévastés par les incendies et les mines d'artillerie des troupes ennemies provoquées par la guerre de Succession d'Espagne. De retour à la famille Malaspina, à travers la figure du marquis Alessandro II, Podenzana et son château restèrent sous leur contrôle sans interruption jusqu'en 1797, année où Napoléon Bonaparte institua l'abolition des fiefs.

## Description
Le château actuel, qui domine le village dans un cadre verdoyant, a fait l'objet d'une reconstruction totale en béton, avec un parement en pierre de pays, dans les années 1950. C'est une résidence privée non ouverte au public.